# Đội tuyển bóng đá quốc gia Ma Cao
Đội tuyển bóng đá quốc gia Ma Cao (tiếng Trung: 澳門足球代表隊; tiếng Bồ Đào Nha: Selecção Macaense de Futebol) là đại diện của đặc khu hành chính Ma Cao tại các giải đấu bóng đá quốc tế với tên gọi Ma Cao, Trung Quốc. Đội tuyển bóng đá quốc gia Ma Cao do Hiệp hội bóng đá Ma Cao (tiếng Trung: 澳門足球總會; tiếng Bồ Đào Nha: Associação de Futebol de Macau) quản lý. Thành tích tốt nhất của đội cho đến nay là vị trí á quân của Cúp bóng đá Đoàn kết AFC 2016.

## Danh hiệu
- Cúp bóng đá Đoàn kết AFC:

Á quân: 2016

## Thành tích quốc tế

### Giải vô địch bóng đá thế giới
- 1930 đến 1978 - Không tham dự
- 1982 - Không vượt qua vòng loại
- 1986 - Không vượt qua vòng loại
- 1990 - Không tham dự
- 1994 đến 2026 - Không vượt qua vòng loại

### Cúp bóng đá châu Á
- 1956 đến 1976 - Không tham dự
- 1980 - Không vượt qua vòng loại
- 1984 - Không tham dự
- 1988 - Không tham dự
- 1992 đến 2004 - Không vượt qua vòng loại
- 2007 - Không tham dự
- 2011 đến 2027 - Không vượt qua vòng loại

### Giải vô địch bóng đá Đông Á
- 2003 - Hạng 6
- 2005 - Không tham dự
- 2008 - Hạng 7
- 2010 - Hạng 9
- 2013 - Hạng 9

### Cúp Challenge AFC
- 2006 - Vòng 1
- 2008 đến 2014 - Không vượt qua vòng loại

### AFC Solidarity Cup
- 2016 - Á quân

## Đội hình
Tính đến ngày 11 tháng 6 năm 2019

| Số | VT | Cầu thủ            | Ngày sinh (tuổi)  | Trận | Bàn | Câu lạc bộ          |
| -- | -- | ------------------ | ----------------- | ---- | --- | ------------------- |
| 1  | TM | Ho Man Fai         | 24 tháng 4, 1993  | 33   | 0   | Monte Carlo         |
| 22 | TM | Fong Chi Hang      | 26 tháng 10, 1989 | 1    | 0   | Cheng Fung          |
| 23 | TM | U Wai Chon         | 19 tháng 3, 1999  | 0    | 0   | Development         |
|    |    |                    |                   |      |     |                     |
| 2  | HV | Lei Ka Him         | 16 tháng 8, 1991  | 26   | 1   | Chao Pak Kei        |
| 4  | HV | Kam Chi Hou        | 4 tháng 4, 1995   | 10   | 0   | Chao Pak Kei        |
| 3  | HV | Lei Chi Kin        | 24 tháng 10, 1990 | 12   | 0   | Benfica de Macau    |
| 5  | HV | Lam Ka Pou         | 10 tháng 7, 1985  | 15   | 0   | Hang Sai            |
| 6  | HV | Ng Wa Seng         | 2 tháng 8, 1999   | 10   | 0   | Central and Western |
| 7  | HV | Chan Man           | 4 tháng 10, 1993  | 24   | 2   | Benfica de Macau    |
| 8  | HV | Vernon Wong        | 19 tháng 11, 1989 | 19   | 1   | Ka I                |
| 13 | HV | Filipe Duarte      | 30 tháng 3, 1985  | 9    | 3   | Benfica de Macau    |
| 19 | HV | Lei Ka Hou         | 23 tháng 7, 1989  | 8    | 0   | Benfica de Macau    |
| 20 | HV | Herculano Monteiro | 5 tháng 11, 1983  | 0    | 0   | Polícia             |
|    |    |                    |                   |      |     |                     |
| 11 | TV | Lâm Gia Thành      | 28 tháng 5, 1994  | 21   | 3   | Chao Pak Kei        |
| 14 | TĐ | Lee Keng Pan       | 28 tháng 2, 1990  | 12   | 0   | Benfica de Macau    |
| 15 | TV | Cheong Hoi San     | 28 tháng 6, 1998  | 10   | 0   | Monte Carlo         |
| 16 | HV | Lam Ngai Tong      | 13 tháng 1, 1990  | 5    | 0   | Wong Tai Sin        |
| 17 | TV | Kong Cheng Hou     | 2 tháng 8, 1986   | 39   | 0   | Ka I                |
| 18 | TV | Ng Wa Keng         | 2 tháng 8, 1999   | 3    | 0   | Hang Sai            |
| 21 | TV | Pang Chi Hang      | 3 tháng 11, 1993  | 22   | 0   | Chao Pak Kei        |
|    |    |                    |                   |      |     |                     |
| 9  | TĐ | Ho Ka Seng         | 21 tháng 10, 1993 | 3    | 0   | Chao Pak Kei        |
| 10 | TĐ | Niki Torrão        | 18 tháng 11, 1987 | 16   | 8   | Benfica de Macau    |
| 12 | TĐ | Ho Man Hou         | 5 tháng 11, 1988  | 19   | 5   | Tim Iec             |

### Triệu tập gần đây
| Vt | Cầu thủ                         | Ngày sinh (tuổi)  | Số trận | Bt | Câu lạc bộ              | Lần cuối triệu tập                  |
| -- | ------------------------------- | ----------------- | ------- | -- | ----------------------- | ----------------------------------- |
| TM | Lo Weng Hou                     | 31 tháng 1, 1996  | 2       | 0  | Development             | EAFF E-1 Football Championship 2019 |
| TM | Lam Chi Pang                    | 22 tháng 5, 1993  | 0       | 0  | Lai Chi                 | v. Nepal, 15 tháng 11 năm 2016      |
| TM | Leong Chon Kit                  | 6 tháng 6, 1980   | 16      | 0  | Polícia                 | EAFF Cup 2017                       |
|    |                                 |                   |         |    |                         |                                     |
| HV | Chan Pak Chun                   | 5 tháng 12, 1985  | 11      | 1  | Sporting Clube de Macau | EAFF E-1 Football Championship 2019 |
| HV | Lao Pak Kin                     | 22 tháng 5, 1984  | 26      | 1  | Ka I                    | v. Kyrgyzstan, 14 tháng 11 năm 2017 |
| HV | Choi Chan In                    | 28 tháng 8, 1992  | 15      | 0  | Lai Chi                 | v. Kyrgyzstan, 14 tháng 11 năm 2017 |
| HV | Choi Weng Hou                   | 4 tháng 7, 1992   | 6       | 1  | Chao Pak Kei            | v. Nepal, 15 tháng 11 năm 2016      |
|    |                                 |                   |         |    |                         |                                     |
| TV | Ho Chi Fung                     | 30 tháng 9, 1994  | 16      | 0  | Monte Carlo             | EAFF E-1 Football Championship 2019 |
| TV | Cheang Cheng Ieong (Đội trưởng) | 18 tháng 8, 1984  | 49      | 0  | Monte Carlo             | v. Kyrgyzstan, 14 tháng 11 năm 2017 |
| TV | Amâncio                         | 29 tháng 3, 1990  | 0       | 0  | Benfica de Macau        | v. Kyrgyzstan, 14 tháng 11 năm 2017 |
| TV | Sio Ka Un                       | 16 tháng 3, 1992  | 19      | 0  | Lai Chi                 | v. Ấn Độ, 5 tháng 9 năm 2017        |
| TV | Lei Kam Hong                    | 4 tháng 5, 1988   | 12      | 0  | Benfica de Macau        | v. Ấn Độ, 5 tháng 9 năm 2017        |
| TV | Kou Ut Cheong                   | 21 tháng 5, 1992  | 9       | 0  | Chao Pak Kei            | v. Kyrgyzstan, 28 tháng 3 năm 2017  |
| TV | Edgar Teixeira                  | 1 tháng 12, 1989  | 5       | 0  | Benfica de Macau        | EAFF Cup 2017                       |
|    |                                 |                   |         |    |                         |                                     |
| TĐ | Lương Gia Khanh                 | 22 tháng 11, 1992 | 32      | 15 | Lee Man                 | EAFF E-1 Football Championship 2019 |
| TĐ | Carlos Leonel                   | 28 tháng 7, 1987  | 6       | 4  | Benfica de Macau        | EAFF E-1 Football Championship 2019 |
| TĐ | Cheong Kin Chong                | 25 tháng 4, 1991  | 4       | 0  | Lai Chi                 | v. Myanmar, 13 tháng 6 năm 2017     |
| TĐ | Leong Tak Wai                   | 28 tháng 6, 1993  | 4       | 0  | Chao Pak Kei            | EAFF Cup 2017                       |